# لجنة اللغة الدنماركية

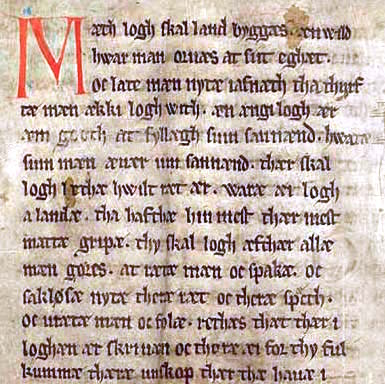

لجنة اللغة الدنماركية هي الهيئة التنظيمة الرسمية للغة الدنماركية تأسست في عام 1955 كجزء من وزراة الثقافة الدنماركية ويقع مقرها في بوجينس. وللجنة ثلاثة أهداف رئيسية:
- متابعة تطور اللغة.
- الرد على الاستفسارات حول اللغة الدنماركية واستخدامها.
- تحديث القاموس الدنماركي الرسمي، ريتسكريفينجسوردبوجين [الإنجليزية].

## وصلات خارجية
- الموقع الرسمي
- وزارة الثقافة الدنماركية
- التشريع الذي ينظم أهداف اللجنة